# Longs Adieux
Pour plus de détails, voir Fiche technique et Distribution.
Longs Adieux (Долгие проводы, Dolguie provody) est un film soviétique réalisé par Kira Mouratova, sorti en 1971.
Le film est censuré jusqu'en 1987.

## Synopsis
Sacha, un jeune adolescent, romantique et introverti, est elevé seul par sa mère, Evguenia, une quarantenaire pétilliante et parfois un peu possessive avec son fils unique. Mais le temps passe, Evguenia se sent veillir, tant professionellement que sentimalement, malgré la cours assidue de prétendants. Alors quand elle dêcouvre que Sacha envisage d'arrêter ses étude et de partir rejoindre son pére dans le Caucase, rien ne va plus.

## Fiche technique
- Titre original : Долгие проводы, Dolguie provody
- Titre français : Longs Adieux
- Réalisation : Kira Mouratova
- Scénario : Natalia Riazantseva
- Photographie : Guennadi Kariouk
- Montage : Valentina Oleynik
- Musique : Oleg Karavaïtchouk
- Pays d'origine : URSS
- Format : Noir et blanc - 35 mm
- Genre : drame
- Durée : 97 minutes
- Dates de sortie :
  - URSS : 1er août 1971
  - Suisse : août 1987 (Festival international du film de Locarno)
  - France : 16 mars 1988

## Distribution
- Zinaïda Charko : Evguenia Vassilievna
- Oleg Vladimirski : Sacha Oustinov
- Youri Kaïourov : Nikouline

## Distinction
- Festival international du film de Locarno 1987 : Prix FIPRESCI